# 雷電山 (後志支庁)
雷電山（らいでんやま）は、北海道岩内郡岩内町と磯谷郡蘭越町とにまたがる第四紀の火山である。標高は1,211.3 mで一等三角点（点名「雷電岳」）がある。

## 概要

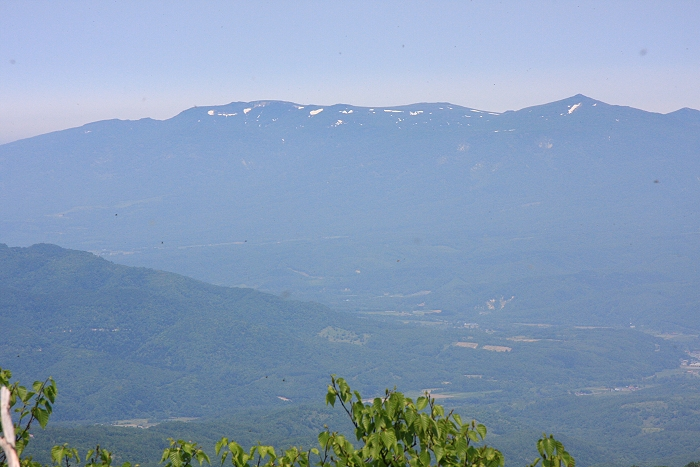
昆布岳より遠望する雷電山

140万年 - 80万年前に活動した安山岩質の成層火山である。ニセコ連峰の西端に位置し、ニセコ積丹小樽海岸国定公園に属する。

## 登山ルート
ニセコ - 朝日温泉の縦走路の途中にあたる。朝日温泉からおよそ3時間。